# Brünner Local-Eisenbahn-Gesellschaft

Schuldverschreibung der Brünner Local-Eisenbahn-Gesellschaft von 1900 zur Finanzierung des Bahnbaus

Die Brünner Local-Eisenbahn-Gesellschaft (BLEG), ab 1911 Mährische Lokal-Eisenbahn-Gesellschaft (MLEG) bzw. ab 1920 tschechisch: Společnost moravských místních drah (SMMD) war ein privates Eisenbahnunternehmen in Österreich und dessen Nachfolgestaat Tschechoslowakei. Die Gesellschaft war Eigentümer und Betreiber der Straßenbahnbetriebe  in Brünn (Brno) und Mährisch Ostrau (Ostrava) sowie von zwei Lokalbahnen in Südmähren.
Unmittelbarer Rechtsnachfolger ist der 1949 begründete Verkehrsbetrieb Ostrava (Dopravní podnik Ostrava; DPO) als Betreiber des öffentlichen Personennahverkehrs in der Stadt Ostrava.

## Geschichte
1884 betrieb die noch als Brünner Dampf-Tramway firmierende Gesellschaft ihre erste Dampfstraßenbahn in Brünn. Erst 1886 änderte man den Namen in Brünner Local-Eisenbahn-Gesellschaft. 1898 wurde der Straßenbahnbetrieb in Brünn an die österreichische Union Elektrizitäts-Gesellschaft in Wien verkauft.

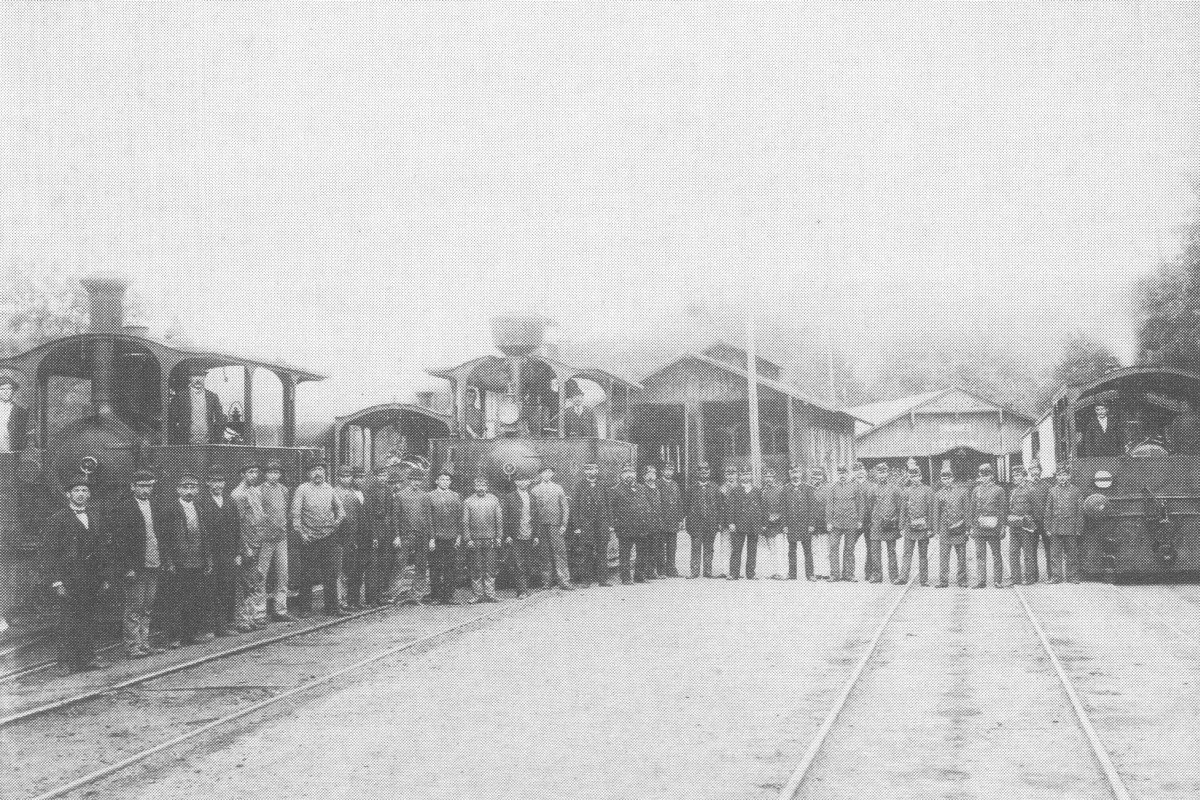
Remise Schreibwald (Pisárky) in Brünn (vor 1900)

1893 erwarb die Brünner Local-Eisenbahn-Gesellschaft die ersten Konzessionen für straßenbahnähnliche Lokalbahnen um Mährisch Ostrau. Ferner gehörten zur Brünner Local-Eisenbahn die Bahnlinie von Priwoz über Mährisch-Ostrau nach Witkowitz und die mit Conzession vom 13. März 1899 genehmigte Localbahn von Mährisch-Ostrau nach Ellgoth. Außerdem baute sie eine Schleppbahn zum Rudolfschacht.
Die Brünner Local-Eisenbahn-Gesellschaft erhielt am 14. Juli 1899 vom k. k. Eisenbahnministerium die Konzession zum Bau der Lokalbahn Mutenitz–Gaja. 
Am 1. August 1911 wurden Firmierung und Sitz des Unternehmens von Brünner Local-Eisenbahn-Gesellschaft (BLEG) in Moravskoostravské místní dráhy (deutsch: Mährische Lokaleisenbahnen) mit Sitz in Mährisch-Ostrau geändert. Ab 1920 firmierte die Gesellschaft tschechisch als Společnost moravských místních drah (Mährische Lokaleisenbahn-Gesellschaft; SMMD). 
Am 3. Januar 1947 entschied die Generalversammlung der SMMD, das Unternehmen zu liquidieren und das Eigentum auf die Stadt Ostrava zu übertragen. Im Mai 1949 wurde rückwirkend zum 1. Januar 1949 die Verkehrsbetriebe der Stadt Ostrava (Dopravní podniky města Ostravy; DPmO) gegründet, die das Eigentum der liquidierten SMMD übernahmen.

## Strecken
Brünner Dampftramway
(1898 an Union Elektrizitäts-Gesellschaft verkauft)
- Schreibwald–Karthaus
- Alt-Brünn–Zentralfriedhof

Dampftramway / Straßenbahn in Mährisch Ostrau
(ab 1901 elektrischer Betrieb)
- Priwoz–Mährisch-Ostrau–Witkowitz
- Mährisch-Ostrau–Ellgoth
- Schönbrunn-Witkowitz–Königsberg (1926 von Stadt Königsberg erworben und fortan als Straßenbahn betrieben)

Lokalbahnen in Südmähren
- Mutenitz–Gaya (* 2. Juni 1900)
- Lundenburg–Eisgrub (* 17. November 1901)

Für Rechnung der Eigentümer betriebene Strecken
- Lokalbahn Gurein–Bittischka-Eichhorn (* 16. Februar 1911; 1936 stillgelegt)
- Lokalbahn Kanitz-Eibenschitz–Oslawan (* 14. Juli 1912)

## Fahrbetriebsmittel

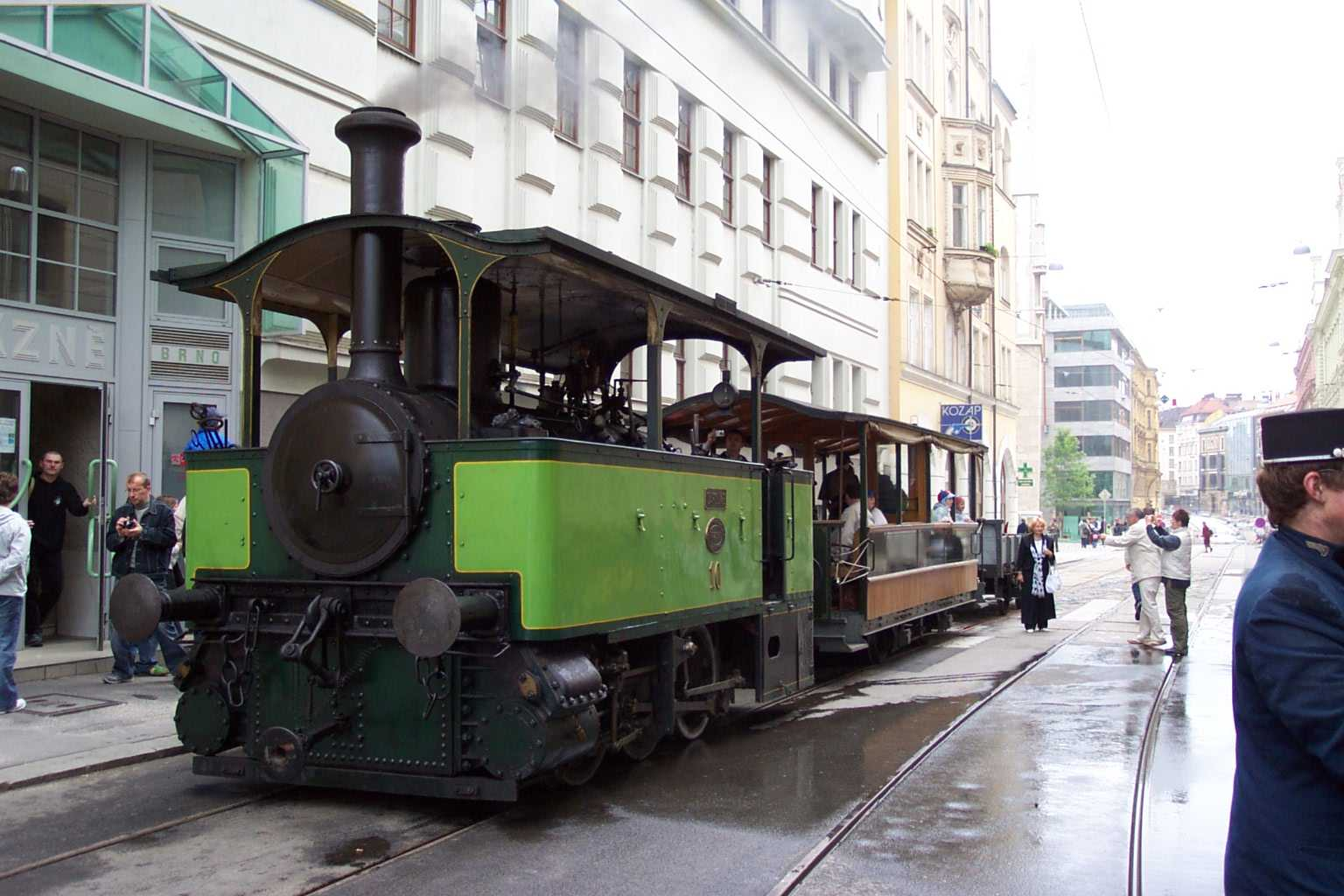
Die Dampflokomotive Nr. 10 CAROLINE als betriebsfähiges Museumsfahrzeug in Brünn (2006)

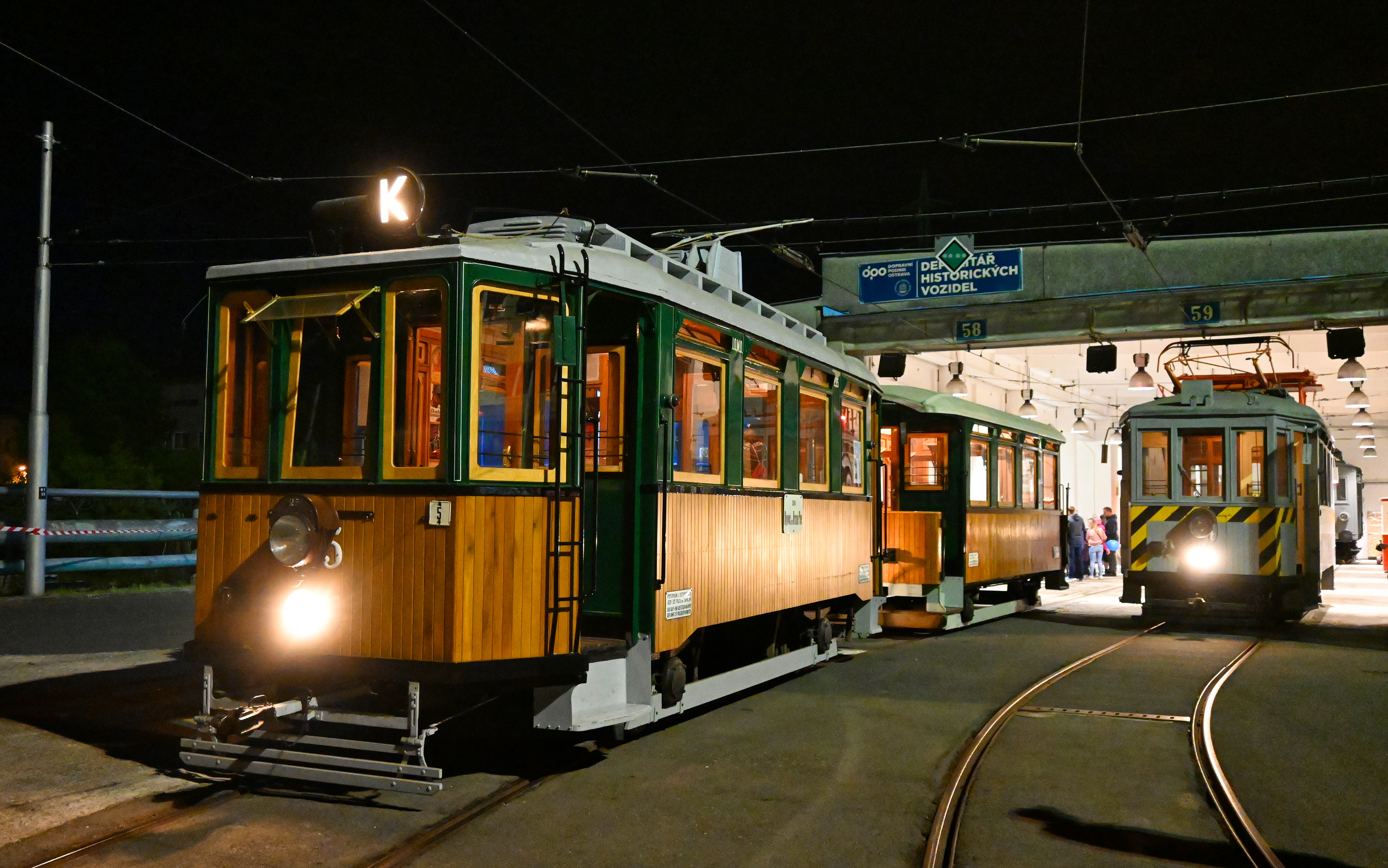
Triebwagen Nr. 25 von 1925 ist heute – in den Ursprungszustand versetzt – historischer Wagen der DPO (2022)

Für Brünn erwarb die Brünner Dampftramway im Jahr 1884 zunächst sechs gebrauchte Lokomotiven, die sämtlich von Krauss in München stammten. Dazu kam noch eine Serie von neun weiteren  Lokomotiven, die zwischen 1885 und 1897 neu von Krauss in Linz geliefert wurden. Bei allen handelte es sich um sogenannte Kastenlokomotiven mit voll verkleidetem Triebwerk. Sie besaßen sowohl eine Zug- und Stoßvorrichtung mit Seitenpuffern zur Beförderung von Vollspurwagen, als auch eine Trompetenkupplung für Straßenbahnwagen. Die 1889 gelieferte Nr. 10 CAROLINE ist museal erhalten und gehört seit 1971 zum Bestand des Technischen Museums Brünn.
Ähnliche Lokomotiven erwarb die BLEG zwischen 1894 und 1897 auch für die Lokalbahn Přivoz–Mährisch-Ostrau–Witkowitz und deren Zweigbahnen. Sechs zweiachsige Lokomotiven bildeten eine einheitliche Serie, die neu von Krauss/Linz bezogen wurden. Dazu kamen zwei gebrauchte Lokomotiven, die 1898 von der Brünner Dampftramway umgesetzt wurden. Zwischen 1899 und 1901 wurden für kurze Zeit zwei Lokomotiven eingesetzt, die von der Köztemetöi Gözmozdonyu Vasút (KGV) in Budapest stammten. Insgesamt waren in Mährisch Ostrau im Jahr 1900 zehn Lokomotiven gleichzeitig in Betrieb. Die Lokomotive Nr. 3 WITKOWITZ wurde 1901 an die Spiritusfabrik im ungarischen Győr verkauft. Seit 1980 gehört sie zum Bestand des Technischen Museums Brünn. Sie ist heute für die Öffentlichkeit unzugänglich im Museumsdepot Brno-Líšeň hinterstellt.
Die ersten 15 Triebwagen für den elektrischen Betrieb in Mährisch Ostrau lieferte 1898 die Waggon- und Maschinenfabrik Kazimierz Lipiński im galizischen Sanok mit einer elektrischen Ausrüstung der Österreichischen Siemens-Schuckert-Werke. Zum Zeitpunkt der Liquidation im Jahr 1948 waren insgesamt 48 ausschließlich zweiachsige Triebwagen verschiedener Hersteller im Bestand. Für den Güterverkehr in Mährisch-Ostrau wurden im Laufe der Jahre fünf zweiachsige elektrische Lokomotiven von verschiedenen Herstellern beschafft. 
Museal sind heute der Triebwagen 25 als betriebsfähiger Museumswagen der DPO sowie der Triebwagen 26 und die Lokomotive 103 als Exponat im Technischen Museum Brünn erhalten.